# الجوهرة والصياد (مسلسل)
الجوهرة والصياد، مسلسل كويتي، من إخراج حسين الصالح، وتأليف خالد العبيد.

## الممثلون
شارك في المسلسل عددًا من الفنانين، منهم:
- خالد العبيد
- محمد المنيع
- جاسم النبهان
- أحمد علي العامر
- باسمة حمادة
- إيمان العبيدي
- أحمد جوهر
- عبد الرزاق خلف